# Béatrice du Vinage
Béatrice Amélie du Vinage, född 14 augusti 1911 i Berlin, död 1993, var en tysk-svensk målare, grafiker, fotograf och journalist.

## Biografi
Béatrice du Vinage var dotter till köpmannen och konsuln François du Vinage och läkaren Amélie von Skopnik. Hon studerade vid Akademie der Künste och vid Schule für Kunstgewerbe und Handwerk i Berlin 1930–1931. Hon arbetade på frilansbasis som fotoreporter och journalist för bland annat förlaget Atlantis i Zürich och för ett flertal tidskrifter i Tyskland, England och USA 1934–1943. Efter andra världskriget fortsatte hon sin konstnärliga utbildning för Fritz Kronenberg i Hamburg 1945–1948 och som hospiterande elev för Bror Hjorth, Harald Sallberg och Jurgen von Konow vid Kungliga konsthögskolan i Stockholm 1952–1955 samt för Stanley William Hayter vid Atelier 17 i Paris 1955–1956. Hon företog dessutom ett flertal kombinerade studie- och reportageresor till bland annat Paris, Norditalien, Dalmatien, London, Belgien och Spanien.
Béatrice du Vinage bosatte sig i Sverige och blev svensk medborgare 1961 och skaffade sig tillsammans med Märta Teljstedt en ateljé på Regeringsgatan i Stockholm, men i samband med stadsomvandlingen av centrum som genomfördes på 1960-talet flyttade de ateljén till Öland. Hon var representerad i utställningen Ung grafik som visades i Lund 1957 och Stockholmssalongen på Liljevalchs konsthall 1963. Separat ställde hon ut på bland annat Galerie Æsthetica i Stockholm samt St. Peter-Ording/Nordsee och i Göttingen samt medverkade i samlingsutställningar i Kiel och Hamburg. Ett flertal minnesutställningar med hennes konst har visats i Sverige.
Béatrice du Vinages konst består av landskapsskildringar utförda i olja, akvarell eller i form av koppargrafik. du Vinage är representerad vid Kupferstichkabinett i Staatliche Museen-Berlin, Kunsthalle Kiel, Schloss Gottorp, Kunstsammlungen des Landes Schleswig-Holstein. Stockholms läns landsting, Kalmar konstmuseum, Kalmar läns landsting, Kalmar läns museum och Ölands folkhögskola.